# Ippocoonte (figlio di Irtaco)
Ippocoonte (in greco antico: Ἱπποκόων?) è un personaggio della mitologia greca, che compare nel quinto libro dell'Eneide come figlio di Irtaco. La maggior parte dei mitografi cita Irtaco come padre di Ippocoonte, Asio e Niso mentre Apollodoro presenta anche Esaco come figlio di Irtaco e Arisbe, tradizionalmente ritenuto invece figlio di Arisbe e di Priamo.

## Mitologia
Si tratta di un giovane troiano che da Virgilio viene citato come figlio di Irtaco: il poeta ne fa quindi un fratello o un fratellastro di Asio e Niso. 

Ippocoonte, insieme a Niso, è tra i troiani che si uniscono ad Enea nelle sue peregrinazioni in seguito alla caduta della città. 

Buon arciere, partecipa ai giochi funebri in onore di Anchise nella gara con le frecce..